# Оппии
О́ппии (лат. Oppii) — древние римские патрицианский и плебейский роды. Деятельность и патрицианских, и плебейских Оппиев начинается в эпоху ранней республики во время борьбы плебеев за равноправие с патрициями, находились они при этом по разные стороны данного противостояния. В позднейшее время упоминания о патрицианских Оппиях исчезают, деятельность плебейских Оппиев прослеживается до времён империи.

## Проблема определения патрицианства Оппиев
Существует неопределённость в вопросе, были ли Оппии только плебейским родом или же существовали и плебейские, и патрицианские Оппии. Дионисий Галикарнасский говорит о трёх плебейских представителях во второй коллегии децемвиров — Квинте Петелии, Цезоне Дуилии и Спурие Оппии. С этим трудно согласиться, так как на время избрания децемвиров приходится самый пик борьбы между патрициями и плебеями, и участие плебеев в политической жизни Рима крайне ограничено, особенно на высших государственных должностях. Это подтверждается сообщением Ливия, который говорит о всех децемвирах как о представителях патрициев. Другим доводом в пользу патрицианства ранних Оппиев является упоминание представительницы рода в качестве весталки.

## Имя рода
Имя рода Оппиев, возможно, связано с названием Оппийского холма в Риме.

## Родовые имена
Среди Оппиев использовались имена Спурий (лат. Spurius), Марк (лат. Marcus), Гай (лат. Gaius), Луций (лат. Lucius), Квинт (лат. Quintus).

## Ветви рода
В роду в раннюю эпоху выделяется фамилия Корницен (от лат. Cornicen — трубящий в рог). Позднее известна фамилия Сабин (от лат. Sabinus — сабинянин). У одного из Оппиев известно также прозвище Салинатор (от лат. Salinator — солевар или солеторговец), носителями которого в это же время являлись Ливии, но данных о превращении данного прозвища в отдельный когномен нет.

## Представители рода
- Оппия — весталка, казнённая в 483 году до н. э. за нечестие (заживо закопана в землю у Коллинских ворот[4][5]);
- Спурий Оппий Корницен — член коллегии децемвиров для составления законов в 450 до н. э[6]. Покончил жизнь самоубийством в тюрьме[7];
- Марк Оппий — один из двух верховных предводителей (вместе с Секстом Манилием[8]) военных трибунов, избранных войском во время волнений в Риме после процесса Вергинии в 449 году[9];
- Гай Оппий — плебейский трибун в 449 до н. э[10].;
- Гай Оппий — народный трибун 215 до н. э. В разгар 2-й Пунической войны провёл закон против роскоши (т. наз. Оппиев закон), запрещавший римским женщинам иметь больше полунции золота, носить разноцветную одежду, ездить в повозках по Риму и другим городам[11];
- Вестия Оппия из Ателл — жительница Капуи, ревностная сторонница римлян. За их успехи в осаде перешедшей на сторону Ганнибала Капуи она ежедневно приносила жертву богам, за что впоследствии ей были возвращены имущество и свобода[12];
- Луций Оппий Салинатор — народный трибун в 197[13], плебейский эдил в 193 и командующий римским флотом, посланного для охраны сицилийского побережья в 192 гг. до н. э., в преддверии Сирийской войны[14]. Претор 191 года до н. э.[15];
- Луций Оппий — один из римских послов, остановивших войну между правителем Вифинии Прусием и царём Пергама Атталом[16][17];
- Квинт Оппий — римский полководец времён 1-й Митридатовой войны. Выдан Митридату жителями Лаодикеи[18];
- Оппий Корницен (ум. после 57 до н. э.), сенатор, тесть Секста Атилия Серрана Гавиана[19][20];
- Гай Оппий — друг Цезаря[21];
- Оппий Стациан — легат Антония, погиб в войне с парфянами в 36 году до н. э[22].;
- Спурий Оппий — консул-суффект Римской империи в 43 г.;
- Гай Оппий Сабин — консул 84 года, вместе с императором Домицианом. Погиб в 85 г. в бою против даков[23].